# Хайтич
Хайтич (хорв. Hajtić) — населений пункт у Хорватії, в Сисацько-Мославинській жупанії у складі міста Глина.

## Населення
Населення за даними перепису 2011 року становило 32 осіб.
Динаміка чисельності населення поселення:

## Клімат
Середня річна температура становить 10,64 °C, середня максимальна – 25,04 °C, а середня мінімальна – -6,00 °C. Середня річна кількість опадів – 1073 мм.
| Клімат поселення                              | Клімат поселення | Клімат поселення | Клімат поселення | Клімат поселення | Клімат поселення | Клімат поселення | Клімат поселення | Клімат поселення | Клімат поселення | Клімат поселення | Клімат поселення | Клімат поселення | Клімат поселення |
| Показник                                      | Січ.             | Лют.             | Бер.             | Квіт.            | Трав.            | Черв.            | Лип.             | Серп.            | Вер.             | Жовт.            | Лист.            | Груд.            |                  |
| Середній максимум, °C                         | 7,18             | 8,80             | 13,20            | 17,36            | 21,87            | 25,04            | 24,13            | 23,44            | 19,98            | 15,17            | 9,33             | 5,43             |                  |
| Середня температура, °C                       | 0,59             | 2,22             | 6,60             | 10,77            | 15,28            | 18,46            | 20,17            | 19,48            | 16,01            | 11,22            | 5,36             | 1,48             |                  |
| Середній мінімум, °C                          | −6               | −4,36            | 0,03             | 4,19             | 8,72             | 11,88            | 16,19            | 15,52            | 12,05            | 7,24             | 1,40             | −2,49            |                  |
| Норма опадів, мм                              | 66               | 66               | 75               | 89               | 92               | 100              | 94               | 94               | 99               | 103              | 110              | 85               |                  |
| Середньомісячна швидкість вітру, м/с          | 1.65             | 1.80             | 2.20             | 2.10             | 1.90             | 1.70             | 1.70             | 1.60             | 1.56             | 1.62             | 1.70             | 1.72             |                  |
| Середньомісячна сонячна радіація, кДж/м²·день | 4331             | 7042             | 10679            | 15157            | 19297            | 21340            | 22626            | 19551            | 14433            | 9047             | 4789             | 3555             |                  |
| --------------------------------------------- | ---------------- | ---------------- | ---------------- | ---------------- | ---------------- | ---------------- | ---------------- | ---------------- | ---------------- | ---------------- | ---------------- | ---------------- | ---------------- |
| Джерело:                                      |                  |                  |                  |                  |                  |                  |                  |                  |                  |                  |                  |                  |                  |